# Food Court

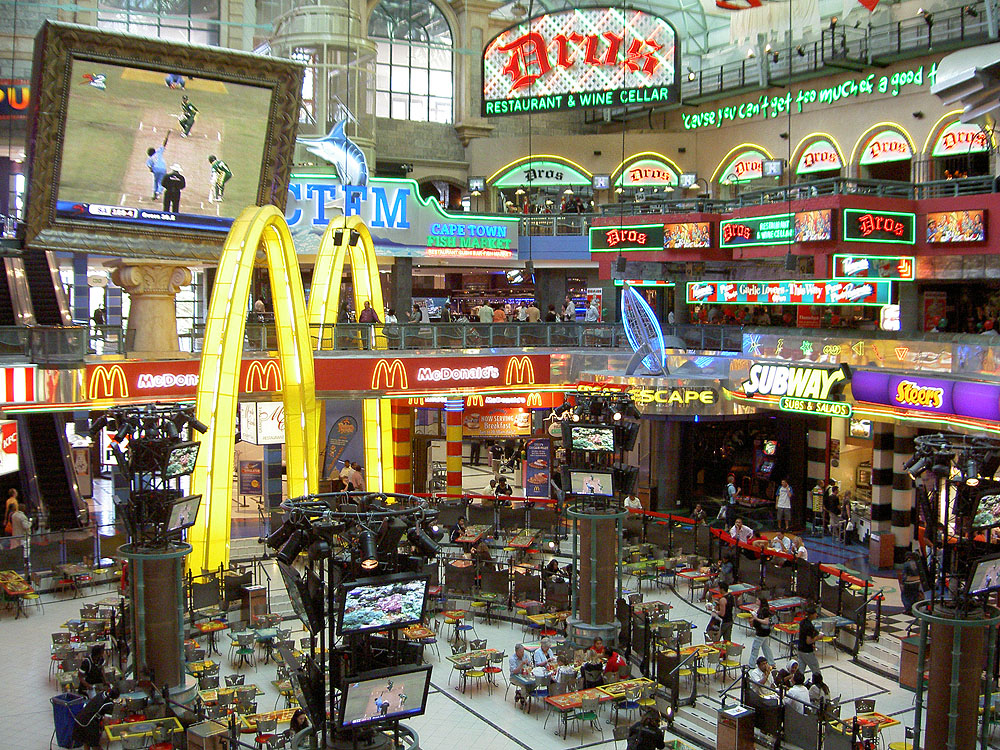
Typischer Food Court in einer Mall

Als Food Court (deutsch etwa Gastronomiebereich) wird besonders im anglophonen Raum ein Bereich innerhalb eines Gebäudes bezeichnet, in dem es Verkaufsstellen verschiedener eigenständiger Restaurants und Imbisse gibt, jedoch die Sitzplätze in gemeinsam genutzten Sitzgruppen zentral angeordnet sind. Die Wurzeln der Food-Courts reichen in den Vereinigten Staaten bis in die 1960er-Jahre zurück. Dort bekamen sie ab den 1970er-Jahren zunehmend größere Bedeutung, als diese in vielen Einkaufszentren (Malls) und Flughäfen installiert wurden.
In Deutschland sind in den letzten Jahren im Rahmen der städtebaulichen Entwicklung zahlreiche Einkaufszentren, Outlet-Stores u. ä. mit Food Courts entstanden und haben so zu deren weitgehender Akzeptanz in Deutschland geführt. Die Auswahl an teilnehmenden Restaurants und Imbissen kann lokal stark variieren, in der Regel sind Restaurants von Fast-Food-Ketten und anderen Betrieben der Systemgastronomie vertreten.

## Beispiele für Food Courts in Deutschland
- CentrO: Die Coca-Cola-Oase ist mit 1200 Plätzen[7] einer der größten Food Courts Europas.
- Skyline Plaza: der größte Food Court Frankfurts mit 16 Food-Shops
- Waterfront Bremen: Der Food Court des Einkaufszentrums im Bremer Westen umfasst mehr als 20 Gastroanbieter, darunter „viele der angesagten großen Ketten“, und bietet rund 500 Sitzplätze.[8]
- Flughafen Berlin Brandenburg: Rund ein Drittel der geplanten Gastronomieflächen des Flughafenneubaus werden in einem 1800 Quadratmeter großen Food Court auf der Empore über dem Marktplatz zusammengefasst.[9][10]